# Máté Pátkai
Máté Pátkai (Szentendre, 6 de marzo de 1988) es un exfutbolista húngaro que jugaba en la demarcación de centrocampista.

## Selección nacional
Tras jugar con la selección de fútbol sub-20 de Hungría y la sub-21, finalmente debutó con la selección absoluta el 16 de octubre de 2012. Lo hizo en un partido de clasificación para la Copa Mundial de Fútbol de 2014 contra Turquía que finalizó con un resultado de 3-1 a favor del combinado húngaro tras el gol de Mevlüt Erdinç para Turquía, y de Vladimir Koman, Ádám Szalai y de Zoltán Gera para el combinado húngaro.

### Goles internacionales
| # | Fecha               | Estadio                           | Oponente | Gol | Resultado | Competición                         |
| - | ------------------- | --------------------------------- | -------- | --- | --------- | ----------------------------------- |
| 1 | 24 de marzo de 2019 | Groupama Arena, Budapest, Hungría | Croacia  | 2–1 | 2-1       | Clasificación para la Eurocopa 2020 |
| 2 | 11 de junio de 2019 | Groupama Arena, Budapest, Hungría | Gales    | 1–0 | 1–0       | Clasificación para la Eurocopa 2020 |

## Clubes
| Club                 | País    | Año       | Partidos | Goles |
| -------------------- | ------- | --------- | -------- | ----- |
| MTK Budapest F. C.   | Hungría | 2006-2011 | 104      | 15    |
| Győri ETO F. C.      | Hungría | 2012-2015 | 115      | 25    |
| Fehérvár F. C.       | Hungría | 2015-2020 | 197      | 17    |
| Vasas Budapest S. C. | Hungría | 2020-2023 | 67       | 10    |

## Palmarés

### Campeonatos nacionales
| Título              | Club               | País    | Año  |
| ------------------- | ------------------ | ------- | ---- |
| Nemzeti Bajnokság I | MTK Budapest F. C. | Hungría | 2008 |
| Nemzeti Bajnokság I | Győri ETO F. C.    | Hungría | 2013 |
| Magyar Szuperkupa   | Győri ETO F. C.    | Hungría | 2013 |
| Nemzeti Bajnokság I | Fehérvár F. C.     | Hungría | 2018 |
| Copa de Hungría     | Fehérvár F. C.     | Hungría | 2019 |